# 1955 en fantasy
| Années de la fantasy : 1952 - 1953 - 1954 - 1955 - 1956 - 1957 - 1958    |
| Décennies de la fantasy : 1920 - 1930 - 1940 - 1950 - 1960 - 1970 - 1980 |

L'année 1955 a été marquée, en matière de fantasy, par les événements suivants.

## Romans - Recueils de nouvelles ou anthologies - Nouvelles
- Le Retour du roi, roman de J. R. R. Tolkien, troisième volume du Seigneur des anneaux